# Smart TV Box
Smart TV Box（スマートテレビボックス）とは、KDDIがケーブルテレビとの連携用に提供しているテレビチューナーを内蔵し、Androidを採用したスマートテレビのセットトップボックス。製造元はパナソニック。テレビチューナーは3つ内蔵し、ダブル録画可能。SoCはAndroid用にOMAP 4460とテレビ用のSoCを内蔵。セットトップボックス、ケーブルモデム、無線LANルーター、Android端末の4つの機能を持っている。端末はケーブルテレビ会社経由で販売。

## 歴史
- 2012年5月15日 - 発表
- 2012年7月18日 - 詳細仕様をケーブルコンベンション2012にて発表[1]
- 2012年8月31日 - ジャパンケーブルネットにてトライアルを開始[2]
- 2012年11月28日 - ジャパンケーブルネットより提供開始[3]

74社、153局以上のケーブルテレビ局にて当初は提供の計画だった。
- 2018年6月30日 - 大分局を除く、J:COMでの新規受付終了[5]。

## 仕様
| 製品名           | Smart TV Box                                        |
| OS               | Android 4.0                                         |
| 映像・音声出力   | HDMI、アナログ出力、光デジタル                      |
| USB              | USB 3.0 ホスト × 3                                  |
| イーサーネット   | 10/100Base-TX × 2 (WAN, LAN)                        |
| 無線LAN          | IEEE 802.11 a/b/g/n                                 |
| ケーブルモデム   | DOCSIS 3.0                                          |
| SoC              | OMAP 4460 デュアルコア, TV用 SoC                    |
| DRAM             |                                                     |
| フラッシュメモリ |                                                     |
| 大きさ           | 176×51×176mm                                        |
| 重さ             | 1.1kg                                               |
| TVチューナー     | RFチューナー × 3（ダブル録画）                      |
| UIデザイン       | WOW Inc.                                            |
| その他           | SDメモリカードスロット DLNAサーバー・クライント機能 |

## 参照
1. ↑  「Smart TV Box」を「ケーブルコンベンション2012」に出展
2. ↑  次世代STB「Smart TV Box」の事業者トライアル実施について
3. ↑  「Smart TV Box」の提供開始について
4. ↑  詳細が判明したKDDIのAndroid搭載「Smart TV BOX」、2つのCPUを使うハイブリッド仕様
5. ↑  「Smart TV Box」新規ご加入受付終了のお知らせ | お知らせ | 株式会社ジュピターテレコム | J:COM 2020年5月3日閲覧